# کریسی چائو
کریسی چائو (انگلیسی: Chrissie Chau؛ زادهٔ ۲۲ مهٔ ۱۹۸۵) بازیگر و مدل اهل چین است. او در سال ۲۰۱۱ برای بازی در فیلم «بیچ اسپایک» جایزه «شایستگی: بازیگر نقش اول زن» را از مسابقه «آکولاد» دریافت کرد.
از فیلم‌ها یا برنامه‌های تلویزیونی که وی در آن نقش داشته است می‌توان سفر به غرب: چیرگی بر ارواح خبیث، استاد زد: میراث ایپ من، ایپ من، اخطار مرگ و ..... نام برد.